# ATP Tour 1992
L'edizione 1992 dell'ATP Tour è iniziata il 30 dicembre 1991 con i tornei Wellington Classic e Australian Men's Hardcourt Championships 1992 e si è conclusa il 16 novembre 1992 con gli ATP Tour World Championships.
L'ATP Tour è una serie di tornei maschili di tennis organizzati dall'ATP. Questa include i tornei del Grande Slam, la Coppa Davis e la Grand Slam Cup (organizzati in collaborazione con l'International Tennis Federation), i tornei dell'ATP Super 9, dell'ATP Championship Series, della World Team Cup, dell'ATP Tour World Championships e dell'ATP World Series.

## Calendario
Legenda

| Grande Slam             |
| ATP Super 9             |
| ATP Championship Series |
| ATP World Series        |
| Torneo a squadre        |
| Torneo di fine anno     |

### Gennaio
| Settimana         | Torneo | Vincitore                                  | Finalista                        | Semifinalisti                     | Eliminati ai quarti                                             |
| ----------------- | --- | ------------------------------------------ | -------------------------------- | --------------------------------- | --------------------------------------------------------------- |
| 30 dicembre, 1991 | Wellington Classic 1992 Wellington, Nuova Zelanda 157 500 $ Cemento Singolare - Doppio                     | Jeff Tarango 6-1 6-0 6-3                   | Aleksandr Volkov                 | MaliVai Washington Lars Koslowski | Libor Němeček Diego Nargiso Kelly Evernden Paul Haarhuis        |
| 30 dicembre, 1991 | Wellington Classic 1992 Wellington, Nuova Zelanda 157 500 $ Cemento Singolare - Doppio                     | Jared Palmer Jonathan Stark 6-3 6-3        | Michiel Schapers Daniel Vacek    | MaliVai Washington Lars Koslowski | Libor Němeček Diego Nargiso Kelly Evernden Paul Haarhuis        |
| 30 dicembre, 1991 | Australian Men's Hardcourt Championships 1992 Adelaide, Australia 157 500 $ Cemento Singolare - Doppio     | Goran Ivanišević 1-6 7–6(5) 6-4            | Christian Bergström              | Bryan Shelton Carl-Uwe Steeb      | Marc Rosset Rodolphe Gilbert Thomas Enqvist Olivier Delaître    |
| 30 dicembre, 1991 | Australian Men's Hardcourt Championships 1992 Adelaide, Australia 157 500 $ Cemento Singolare - Doppio     | Goran Ivanišević Marc Rosset 7-6 7-6       | Mark Kratzmann Jason Stoltenberg | Bryan Shelton Carl-Uwe Steeb      | Marc Rosset Rodolphe Gilbert Thomas Enqvist Olivier Delaître    |
| 6 gennaio         | New South Wales Open 1992 Sydney, Australia 235 000 $ Cemento Singolare - Doppio                           | Emilio Sánchez 6-3 6-4                     | Guy Forget                       | Omar Camporese David Wheaton      | Thomas Muster Christian Bergström Aaron Krickstein Jakob Hlasek |
| 6 gennaio         | New South Wales Open 1992 Sydney, Australia 235 000 $ Cemento Singolare - Doppio                           | Sergio Casal Emilio Sánchez 3-6 6-1 6-4    | Scott Davis Kelly Jones          | Omar Camporese David Wheaton      | Thomas Muster Christian Bergström Aaron Krickstein Jakob Hlasek |
| 6 gennaio         | Heineken Open 1992 Auckland, Nuova Zelanda 157 500 $ Cemento Singolare - Doppio                            | Jaime Yzaga 7–6(6) 6-4                     | MaliVai Washington               | Grant Connell Markus Zoecke       | Kelly Evernden Markus Naewie Aleksandr Volkov Andrej Čerkasov   |
| 6 gennaio         | Heineken Open 1992 Auckland, Nuova Zelanda 157 500 $ Cemento Singolare - Doppio                            | Wayne Ferreira Jim Grabb 6-4 6-3           | Grant Connell Glenn Michibata    | Grant Connell Markus Zoecke       | Kelly Evernden Markus Naewie Aleksandr Volkov Andrej Čerkasov   |
| 13 gennaio        | Australian Open 1992 Melbourne, Australia Grand Slam 1 895 685 $ Cemento Singolare - Doppio - Doppio misto | Jim Courier 6-3 3-6 6-4 6-2                | Stefan Edberg                    | Wayne Ferreira Richard Krajicek   | Ivan Lendl John McEnroe Michael Stich Amos Mansdorf             |
| 13 gennaio        | Australian Open 1992 Melbourne, Australia Grand Slam 1 895 685 $ Cemento Singolare - Doppio - Doppio misto | Todd Woodbridge Mark Woodforde 6-4 6-3 6-4 | Kelly Jones Rick Leach           | Wayne Ferreira Richard Krajicek   | Ivan Lendl John McEnroe Michael Stich Amos Mansdorf             |

### Febbraio
| Settimana   | Torneo | Vincitore                                      | Finalista                     | Semifinalisti                       | Eliminati ai quarti                                          |
| ----------- | --- | ---------------------------------------------- | ----------------------------- | ----------------------------------- | ------------------------------------------------------------ |
| 3 febbraio  | Maceió Open 1992 Maceió, Brasile 130 000 $ Terra Singolare - Doppio                                            | Tomás Carbonell 7–6(12) 5-7 6-2                | Christian Miniussi            | Francisco Roig Luiz Mattar          | Martín Jaite Gabriel Markus Fernando Meligeni Franco Davín   |
| 3 febbraio  | Maceió Open 1992 Maceió, Brasile 130 000 $ Terra Singolare - Doppio                                            | Gabriel Markus John Sobel 6-4 1-6 7-5          | Ricardo Acioly Mauro Menezes  | Francisco Roig Luiz Mattar          | Martín Jaite Gabriel Markus Fernando Meligeni Franco Davín   |
| 3 febbraio  | Milan Indoor 1992 Milano, Italia 565 000 $ - Sintetico indoor Singolare - Doppio                               | Omar Camporese 3-6 6-3 6-4                     | Goran Ivanišević              | Andrej Čerkasov Stefano Pescosolido | Javier Sánchez Goran Prpić Gianluca Pozzi Patrick McEnroe    |
| 3 febbraio  | Milan Indoor 1992 Milano, Italia 565 000 $ - Sintetico indoor Singolare - Doppio                               | Neil Broad David Macpherson 5-7 7-5 6-4        | Sergio Casal Emilio Sánchez   | Andrej Čerkasov Stefano Pescosolido | Javier Sánchez Goran Prpić Gianluca Pozzi Patrick McEnroe    |
| 3 febbraio  | Pacific Coast Championships 1992 San Francisco, California, Stati Uniti 235 000 $ Cemento Singolare - Doppio   | Michael Chang 6-3 6-3                          | Jim Courier                   | Derrick Rostagno Brad Gilbert       | Wally Masur Jeff Tarango Karsten Braasch Thierry Champion    |
| 3 febbraio  | Pacific Coast Championships 1992 San Francisco, California, Stati Uniti 235 000 $ Cemento Singolare - Doppio   | Jim Grabb Richey Reneberg 6-4 7-5              | Pieter Aldrich Danie Visser   | Derrick Rostagno Brad Gilbert       | Wally Masur Jeff Tarango Karsten Braasch Thierry Champion    |
| 10 febbraio | Brussels Indoor 1992 Bruxelles, Belgio 665 000 $ Sintetico indoor Singolare - Doppio                           | Boris Becker 6(5)–7 2-6 7–6(10) 7–6(5) 7-5     | Jim Courier                   | Stefan Edberg Guy Forget            | Karel Nováček Carl-Uwe Steeb Ivan Lendl Aleksandr Volkov     |
| 10 febbraio | Brussels Indoor 1992 Bruxelles, Belgio 665 000 $ Sintetico indoor Singolare - Doppio                           | Boris Becker John McEnroe 6-3 6-2              | Guy Forget Jakob Hlasek       | Stefan Edberg Guy Forget            | Karel Nováček Carl-Uwe Steeb Ivan Lendl Aleksandr Volkov     |
| 10 febbraio | Federal Express International 1992 Memphis, Tennessee, Stati Uniti 630 000 $ Cemento indoor Singolare - Doppio | MaliVai Washington 6-3 6-2                     | Wayne Ferreira                | Jimmy Connors Amos Mansdorf         | Aaron Krickstein Michiel Schapers Paul Haarhuis Pete Sampras |
| 10 febbraio | Federal Express International 1992 Memphis, Tennessee, Stati Uniti 630 000 $ Cemento indoor Singolare - Doppio | Todd Woodbridge Mark Woodforde 7-6 6-1         | Kevin Curren Gary Muller      | Jimmy Connors Amos Mansdorf         | Aaron Krickstein Michiel Schapers Paul Haarhuis Pete Sampras |
| 17 febbraio | U.S. Pro Indoor 1992 Filadelfia, Pennsylvania, Stati Uniti 865 000 $ Sintetico indoor Singolare - Doppio       | Pete Sampras 6-1 7–6(4) 2-6 7–6(2)             | Amos Mansdorf                 | Francisco Clavet Brad Gilbert       | Jeff Tarango Jim Grabb Paul Haarhuis Aaron Krickstein        |
| 17 febbraio | U.S. Pro Indoor 1992 Filadelfia, Pennsylvania, Stati Uniti 865 000 $ Sintetico indoor Singolare - Doppio       | Todd Woodbridge Mark Woodforde 7-5 1-0 ret     | Jim Grabb Richey Reneberg     | Francisco Clavet Brad Gilbert       | Jeff Tarango Jim Grabb Paul Haarhuis Aaron Krickstein        |
| 17 febbraio | Stuttgart Championship Series 1992 Stoccarda, Germania 865 000 $ - Sintetico indoor Singolare - Doppio         | Goran Ivanišević 6(5)–7 6-3 6-4 6-4            | Stefan Edberg                 | Aleksandr Volkov Petr Korda         | Jim Courier Guy Forget Jan Siemerink Omar Camporese          |
| 17 febbraio | Stuttgart Championship Series 1992 Stoccarda, Germania 865 000 $ - Sintetico indoor Singolare - Doppio         | Tom Nijssen Cyril Suk 6-3 6-7 6-3              | John Fitzgerald Anders Järryd | Aleksandr Volkov Petr Korda         | Jim Courier Guy Forget Jan Siemerink Omar Camporese          |
| 24 febbraio | Rotterdam Open 1992 Rotterdam, Paesi Bassi 475 000 $ - Sintetico indoor Singolare - Doppio                     | Boris Becker 7–6(9) 4-6 6-2                    | Aleksandr Volkov              | Paul Haarhuis John McEnroe          | Jan Siemerink Goran Prpić Alex Antonitsch Patrick McEnroe    |
| 24 febbraio | Rotterdam Open 1992 Rotterdam, Paesi Bassi 475 000 $ - Sintetico indoor Singolare - Doppio                     | Marc-Kevin Goellner David Prinosil 6-2 6-7 7-6 | Paul Haarhuis Mark Koevermans | Paul Haarhuis John McEnroe          | Jan Siemerink Goran Prpić Alex Antonitsch Patrick McEnroe    |
| 24 febbraio | Tennis Channel Open 1992 Scottsdale, Arizona, Stati Uniti 235 000 $ - Cemento Singolare - Doppio               | Stefano Pescosolido 6-0 1-6 6-4                | Brad Gilbert                  | MaliVai Washington Andrej Česnokov  | Emilio Sánchez Alberto Mancini Cristiano Caratti Marc Rosset |
| 24 febbraio | Tennis Channel Open 1992 Scottsdale, Arizona, Stati Uniti 235 000 $ - Cemento Singolare - Doppio               | Mark Keil Dave Randall 4-6 6-1 6-2             | Kent Kinnear Sven Salumaa     | MaliVai Washington Andrej Česnokov  | Emilio Sánchez Alberto Mancini Cristiano Caratti Marc Rosset |

### Marzo
| Settimana | Torneo | Vincitore                                   | Finalista                      | Semifinalisti                   | Eliminati ai quarti                                               |
| --------- | --- | ------------------------------------------- | ------------------------------ | ------------------------------- | ----------------------------------------------------------------- |
| 2 marzo   | Champions Cup and the Evert Cup 1992 Indian Wells, California, Stati Uniti 825 000 $ - Cemento Singolare - Doppio | Michael Chang 6-3 6-4 7-5                   | Andrej Česnokov                | Michael Stich Francisco Clavet  | Emilio Sánchez Sergi Bruguera Andrej Čerkasov Jakob Hlasek        |
| 2 marzo   | Champions Cup and the Evert Cup 1992 Indian Wells, California, Stati Uniti 825 000 $ - Cemento Singolare - Doppio | Steve DeVries David Macpherson 6-3 2-6 6-4  | Kent Kinnear Sven Salumaa      | Michael Stich Francisco Clavet  | Emilio Sánchez Sergi Bruguera Andrej Čerkasov Jakob Hlasek        |
| 2 marzo   | Copenaghen Open 1992 Copenaghen, Danimarca 130 000 $ - Sintetico Singolare - Doppio                               | Magnus Larsson 6-4 7–6(5)                   | Anders Järryd                  | Diego Nargiso Christian Saceanu | Kenneth Carlsen Jacco Eltingh Nicklas Kulti Patrick Baur          |
| 2 marzo   | Copenaghen Open 1992 Copenaghen, Danimarca 130 000 $ - Sintetico Singolare - Doppio                               | Nicklas Kulti Magnus Larsson 6-3 6-4        | Hendrik Jan Davids Libor Pimek | Diego Nargiso Christian Saceanu | Kenneth Carlsen Jacco Eltingh Nicklas Kulti Patrick Baur          |
| 13 marzo  | Miami Open 1992 Miami, Florida, Stati Uniti 1 325 000 $ - Cemento Singolare - Doppio                              | Michael Chang 7-5 7-5                       | Alberto Mancini                | Jim Courier Jakob Hlasek        | Diego Nargiso Pete Sampras Richard Krajicek Andrej Čerkasov       |
| 13 marzo  | Miami Open 1992 Miami, Florida, Stati Uniti 1 325 000 $ - Cemento Singolare - Doppio                              | Ken Flach Todd Witsken 7-6 6-4              | Kent Kinnear Sven Salumaa      | Jim Courier Jakob Hlasek        | Diego Nargiso Pete Sampras Richard Krajicek Andrej Čerkasov       |
| 16 marzo  | Grand Prix Hassan II 1992 Casablanca, Marocco 130 000 $ - Terra Singolare - Doppio                                | Guillermo Pérez Roldán 2-6 7-5 6-3          | Germán López Montoya           | Bart Wuyts Alberto Berasategui  | Younes El Aynaoui Marcelo Filippini Mark Koevermans Luiz Mattar   |
| 16 marzo  | Grand Prix Hassan II 1992 Casablanca, Marocco 130 000 $ - Terra Singolare - Doppio                                | Horacio de la Peña Jorge Lozano 2-6 6-4 7-6 | Ģirts Dzelde T. J. Middleton   | Bart Wuyts Alberto Berasategui  | Younes El Aynaoui Marcelo Filippini Mark Koevermans Luiz Mattar   |
| 30 marzo  | South African Open 1992 Johannesburg, Sudafrica 270 000 $ - Cemento Singolare - Doppio                            | Aaron Krickstein 6-4 6-4                    | Aleksandr Volkov               | Wayne Ferreira Chris Pridham    | Carl Limberger Xavier Daufresne Gary Muller Kevin Ullyett         |
| 30 marzo  | South African Open 1992 Johannesburg, Sudafrica 270 000 $ - Cemento Singolare - Doppio                            | Pieter Aldrich Danie Visser 6-4 6-4         | Wayne Ferreira Piet Norval     | Wayne Ferreira Chris Pridham    | Carl Limberger Xavier Daufresne Gary Muller Kevin Ullyett         |
| 30 marzo  | Singapore Open 1992 Singapore, Singapore 240 000 $ - Cemento Singolare - Doppio                                   | Simon Youl 6-4 6-1                          | Paul Haarhuis                  | Ramesh Krishnan Alexander Mronz | Mark Woodforde Kenneth Carlsen Jim Grabb John Fitzgerald          |
| 30 marzo  | Singapore Open 1992 Singapore, Singapore 240 000 $ - Cemento Singolare - Doppio                                   | Todd Woodbridge Mark Woodforde 6-7 6-2 6-4  | Grant Connell Glenn Michibata  | Ramesh Krishnan Alexander Mronz | Mark Woodforde Kenneth Carlsen Jim Grabb John Fitzgerald          |
| 30 marzo  | Estoril Open 1992 Estoril, Portogallo 465 000 $ - Terra Singolare - Doppio                                        | Carlos Costa 4-6 6-2 6-2                    | Sergi Bruguera                 | Jordi Arrese Emilio Sánchez     | Ivan Lendl João Cunha e Silva Horacio de la Peña Frédéric Fontang |
| 30 marzo  | Estoril Open 1992 Estoril, Portogallo 465 000 $ - Terra Singolare - Doppio                                        | Hendrik Jan Davids Libor Pimek 3-6 6-3 7-5  | Luke Jensen Laurie Warder      | Jordi Arrese Emilio Sánchez     | Ivan Lendl João Cunha e Silva Horacio de la Peña Frédéric Fontang |

### Aprile
| Settimana | Torneo | Vincitore                                    | Finalista                      | Semifinalisti                   | Eliminati ai quarti                                           |
| --------- | --- | -------------------------------------------- | ------------------------------ | ------------------------------- | ------------------------------------------------------------- |
| 6 aprile  | Torneo Godó 1992 Barcellona, Spagna 660 000 $ - Terra Singolare - Doppio                                  | Carlos Costa 6-4 7–6(3) 6-4                  | Magnus Gustafsson              | Sergi Bruguera Alberto Mancini  | Horst Skoff Jonas Svensson Rodolphe Gilbert Ivan Lendl        |
| 6 aprile  | Torneo Godó 1992 Barcellona, Spagna 660 000 $ - Terra Singolare - Doppio                                  | Andrés Gómez Santos Javier Sánchez 6-3 6-1   | Ivan Lendl Karel Nováček       | Sergi Bruguera Alberto Mancini  | Horst Skoff Jonas Svensson Rodolphe Gilbert Ivan Lendl        |
| 6 aprile  | Japan Open Tennis Championships 1992 Tokyo, Giappone 865 000 $ - Cemento Singolare - Doppio               | Jim Courier 6-4 6-4 7–6(3)                   | Richard Krajicek               | Stefan Edberg Michael Chang     | Brad Gilbert Michael Stich Todd Woodbridge Amos Mansdorf      |
| 6 aprile  | Japan Open Tennis Championships 1992 Tokyo, Giappone 865 000 $ - Cemento Singolare - Doppio               | Kelly Jones Rick Leach 6-1 6-7 6-4           | John Fitzgerald Anders Järryd  | Stefan Edberg Michael Chang     | Brad Gilbert Michael Stich Todd Woodbridge Amos Mansdorf      |
| 13 aprile | Hong Kong Open 1992 Hong Kong, Hong Kong 270 000 $ - Cemento Singolare - Doppio                           | Jim Courier 7-5 6-3                          | Michael Chang                  | Brad Gilbert Todd Woodbridge    | Gary Muller Shūzō Matsuoka Jan Siemerink Kevin Curren         |
| 13 aprile | Hong Kong Open 1992 Hong Kong, Hong Kong 270 000 $ - Cemento Singolare - Doppio                           | Brad Gilbert Jim Grabb 6-2 6-1               | Byron Black Byron Talbot       | Brad Gilbert Todd Woodbridge    | Gary Muller Shūzō Matsuoka Jan Siemerink Kevin Curren         |
| 13 aprile | ATP Nizza 1992 Nizza, Francia 235 000 $ - Terra Singolare - Doppio                                        | Gabriel Markus 6-4 6-4                       | Javier Sánchez                 | Pete Sampras Fabrice Santoro    | Henri Leconte Thierry Champion Magnus Larsson Guy Forget      |
| 13 aprile | ATP Nizza 1992 Nizza, Francia 235 000 $ - Terra Singolare - Doppio                                        | Patrick Galbraith Scott Melville 6-1 3-6 6-4 | Pieter Aldrich Danie Visser    | Pete Sampras Fabrice Santoro    | Henri Leconte Thierry Champion Magnus Larsson Guy Forget      |
| 13 aprile | Tampa Open 1992 Tampa, Florida, Stati Uniti 235 000 $ - Terra Singolare - Doppio                          | Jaime Yzaga 3-6 6-4 6-1                      | MaliVai Washington             | Claudio Mezzadri Franco Davín   | Marcos Górriz Mark Woodforde Marcelo Filippini Andre Agassi   |
| 13 aprile | Tampa Open 1992 Tampa, Florida, Stati Uniti 235 000 $ - Terra Singolare - Doppio                          | Mike Briggs Trevor Kronemann 7-6 6-7 6-4     | Luiz Mattar Andrej Ol'chovskij | Claudio Mezzadri Franco Davín   | Marcos Górriz Mark Woodforde Marcelo Filippini Andre Agassi   |
| 20 aprile | Monte Carlo Open 1992 Monte Carlo, Monaco 1 020 000 $ - Terra Singolare - Doppio                          | Thomas Muster 6-3 6-1 6-3                    | Aaron Krickstein               | Goran Prpić Arnaud Boetsch      | Andrej Česnokov Michael Stich Mikael Tillström Carl-Uwe Steeb |
| 20 aprile | Monte Carlo Open 1992 Monte Carlo, Monaco 1 020 000 $ - Terra Singolare - Doppio                          | Boris Becker Michael Stich 3-6 6-1 6-4       | Petr Korda Karel Nováček       | Goran Prpić Arnaud Boetsch      | Andrej Česnokov Michael Stich Mikael Tillström Carl-Uwe Steeb |
| 20 aprile | Seoul Open 1992 Seul, Corea del Sud 145 000 $ - Cemento Singolare - Doppio                                | Shūzō Matsuoka 6-3 4-6 7-5                   | Todd Woodbridge                | Gianluca Pozzi Patrik Kühnen    | John Fitzgerald Guillaume Raoux Alexander Mronz Gary Muller   |
| 20 aprile | Seoul Open 1992 Seul, Corea del Sud 145 000 $ - Cemento Singolare - Doppio                                | Kevin Curren Gary Muller 7-6 6-4             | Kelly Evernden Brad Pearce     | Gianluca Pozzi Patrik Kühnen    | John Fitzgerald Guillaume Raoux Alexander Mronz Gary Muller   |
| 27 aprile | Verizon Tennis Challenge 1992 Atlanta, Georgia, Stati Uniti 235 000 $ - Terra Singolare - Doppio          | Andre Agassi 7-5 6-4                         | Pete Sampras                   | Todd Witsken Pablo Arraya       | Jimmy Connors Francisco Roig Aleksandr Volkov Jacco Eltingh   |
| 27 aprile | Verizon Tennis Challenge 1992 Atlanta, Georgia, Stati Uniti 235 000 $ - Terra Singolare - Doppio          | Steve DeVries David Macpherson 6-3 6-3       | Mark Keil Dave Randall         | Todd Witsken Pablo Arraya       | Jimmy Connors Francisco Roig Aleksandr Volkov Jacco Eltingh   |
| 27 aprile | Internazionali di Tennis di Baviera 1992 Monaco di Baviera, Germania 275 000 $ - Terra Singolare - Doppio | Magnus Larsson 6-4 4-6 6-1                   | Petr Korda                     | Markus Naewie Bernd Karbacher   | Michael Stich Andrij Medvedjev Karel Nováček Nicklas Kulti    |
| 27 aprile | Internazionali di Tennis di Baviera 1992 Monaco di Baviera, Germania 275 000 $ - Terra Singolare - Doppio | David Adams Menno Oosting 3-6 7-5 6-3        | Tomáš Anzari Carl Limberger    | Markus Naewie Bernd Karbacher   | Michael Stich Andrij Medvedjev Karel Nováček Nicklas Kulti    |
| 27 aprile | Madrid Tennis Grand Prix 1992 Madrid, Spagna 700 000 $ - Terra Singolare - Doppio                         | Sergi Bruguera 7–6(6) 6-2 6-2                | Carlos Costa                   | Francisco Clavet Javier Sánchez | Arnaud Boetsch Alberto Mancini Marc Rosset Jordi Arrese       |
| 27 aprile | Madrid Tennis Grand Prix 1992 Madrid, Spagna 700 000 $ - Terra Singolare - Doppio                         | Patrick Galbraith Patrick McEnroe 6-3 6-2    | Francisco Clavet Carlos Costa  | Francisco Clavet Javier Sánchez | Arnaud Boetsch Alberto Mancini Marc Rosset Jordi Arrese       |

### Maggio
| Settimana | Torneo | Vincitore                               | Finalista                      | Semifinalisti              | Eliminati ai quarti                                           |
| --------- | --- | --------------------------------------- | ------------------------------ | -------------------------- | ------------------------------------------------------------- |
| 4 maggio  | ATP German Open 1992 Amburgo, Germania 1 000 000 $ - Terra Singolare - Doppio                                           | Stefan Edberg 5-7 6-4 6-1               | Michael Stich                  | Carlos Costa Boris Becker  | Omar Camporese Paul Haarhuis Richard Krajicek Karel Nováček   |
| 4 maggio  | ATP German Open 1992 Amburgo, Germania 1 000 000 $ - Terra Singolare - Doppio                                           | Sergio Casal Emilio Sánchez 6-3 3-6 6-4 | Carl-Uwe Steeb Michael Stich   | Carlos Costa Boris Becker  | Omar Camporese Paul Haarhuis Richard Krajicek Karel Nováček   |
| 4 maggio  | U.S. Men's Clay Court Championships 1992 Charlotte, Carolina del Nord, Stati Uniti 225 000 $ - Terra Singolare - Doppio | MaliVai Washington 6-3 6-3              | Claudio Mezzadri               | Jeff Tarango Luiz Mattar   | Aaron Krickstein Franco Davín Richard Fromberg Mark Woodforde |
| 4 maggio  | U.S. Men's Clay Court Championships 1992 Charlotte, Carolina del Nord, Stati Uniti 225 000 $ - Terra Singolare - Doppio | Steve DeVries David Macpherson 6-4 7-6  | Bret Garnett Jared Palmer      | Jeff Tarango Luiz Mattar   | Aaron Krickstein Franco Davín Richard Fromberg Mark Woodforde |
| 11 maggio | Internazionali d'Italia 1992 Roma, Italia 1 125 000 $ - Terra Singolare - Doppio                                        | Jim Courier 7–6(3) 6-0 6-4              | Carlos Costa                   | Carl-Uwe Steeb Petr Korda  | Christian Miniussi Michael Chang Jaime Yzaga Pete Sampras     |
| 11 maggio | Internazionali d'Italia 1992 Roma, Italia 1 125 000 $ - Terra Singolare - Doppio                                        | Jakob Hlasek Marc Rosset 6-4 3-6 6-1    | Wayne Ferreira Mark Kratzmann  | Carl-Uwe Steeb Petr Korda  | Christian Miniussi Michael Chang Jaime Yzaga Pete Sampras     |
| 18 maggio | ATP Bologna Outdoor 1992 Bologna, Italia 240 000 $ - Terra Singolare - Doppio                                           | Jaime Oncins 6-2 6-4                    | Renzo Furlan                   | Andrés Gómez Bart Wuyts    | Lars Koslowski Claudio Pistolesi Franco Davín Sláva Doseděl   |
| 18 maggio | ATP Bologna Outdoor 1992 Bologna, Italia 240 000 $ - Terra Singolare - Doppio                                           | Luke Jensen Laurie Warder 6-2 6-3       | Javier Frana Javier Sánchez    | Andrés Gómez Bart Wuyts    | Lars Koslowski Claudio Pistolesi Franco Davín Sláva Doseděl   |
| 25 maggio | Open di Francia 1992 Parigi, Francia Grand Slam 3 797 528 $ Terra Singolare - Doppio - Doppio misto                     | Jim Courier 7-5 6-2 6-1                 | Petr Korda                     | Andre Agassi Henri Leconte | Goran Ivanišević Pete Sampras Nicklas Kulti Andrej Čerkasov   |
| 25 maggio | Open di Francia 1992 Parigi, Francia Grand Slam 3 797 528 $ Terra Singolare - Doppio - Doppio misto                     | Jakob Hlasek Marc Rosset 7-6 6-7 7-5    | David Adams Andrej Ol'chovskij | Andre Agassi Henri Leconte | Goran Ivanišević Pete Sampras Nicklas Kulti Andrej Čerkasov   |

### Giugno
| Settimana | Torneo | Vincitore                                        | Finalista                      | Semifinalisti                       | Eliminati ai quarti                                           |
| --------- | --- | ------------------------------------------------ | ------------------------------ | ----------------------------------- | ------------------------------------------------------------- |
| 8 giugno  | ATP Firenze 1992 Firenze, Italia 235 000 $ - Terra Singolare - Doppio                                      | Thomas Muster 6-3 1-6 6-1                        | Renzo Furlan                   | Magnus Gustafsson Marcelo Filippini | Luiz Mattar Francisco Yunis Franco Davín Fabrice Santoro      |
| 8 giugno  | ATP Firenze 1992 Firenze, Italia 235 000 $ - Terra Singolare - Doppio                                      | Marcelo Filippini Luiz Mattar 6-4 6-7 6-4        | Royce Deppe Brent Haygarth     | Magnus Gustafsson Marcelo Filippini | Luiz Mattar Francisco Yunis Franco Davín Fabrice Santoro      |
| 8 giugno  | Queen's Club Championships 1992 Londra, Inghilterra 475 000 $ - Erba Singolare - Doppio                    | Wayne Ferreira 6-3 6-4                           | Shūzō Matsuoka                 | Stefan Edberg Brad Gilbert          | Pat Cash Guillaume Raoux Jason Stoltenberg Pete Sampras       |
| 8 giugno  | Queen's Club Championships 1992 Londra, Inghilterra 475 000 $ - Erba Singolare - Doppio                    | John Fitzgerald Anders Järryd 7-6 2-6 16-14      | Goran Ivanišević Diego Nargiso | Stefan Edberg Brad Gilbert          | Pat Cash Guillaume Raoux Jason Stoltenberg Pete Sampras       |
| 8 giugno  | Rosmalen Grass Court Championships 1992 Rosmalen, Paesi Bassi 235 000 $ - Erba Singolare - Doppio          | Michael Stich 6-4 7-5                            | Jonathan Stark                 | John McEnroe Michiel Schapers       | Richey Reneberg Aleksandr Volkov Henrik Holm Richard Krajicek |
| 8 giugno  | Rosmalen Grass Court Championships 1992 Rosmalen, Paesi Bassi 235 000 $ - Erba Singolare - Doppio          | Jim Grabb Richey Reneberg 6-4 6-7 6-4            | John McEnroe Michael Stich     | John McEnroe Michiel Schapers       | Richey Reneberg Aleksandr Volkov Henrik Holm Richard Krajicek |
| 15 giugno | ATP Genova 1992 Genova, Italia 235 000 $ - Terra Singolare - Doppio                                        | Andrij Medvedjev 6-3 6-4                         | Guillermo Pérez Roldán         | Marcelo Filippini Horst Skoff       | Jaime Oncins Magnus Gustafsson Marcos Górriz Paolo Canè       |
| 15 giugno | ATP Genova 1992 Genova, Italia 235 000 $ - Terra Singolare - Doppio                                        | Shelby Cannon Greg Van Emburgh 6-1 6-1           | Paul Haarhuis Mark Koevermans  | Marcelo Filippini Horst Skoff       | Jaime Oncins Magnus Gustafsson Marcos Górriz Paolo Canè       |
| 15 giugno | Manchester Open 1992 Manchester, Inghilterra 235 000 $ - Erba Singolare - Doppio                           | Jacco Eltingh 6-3 6-4                            | MaliVai Washington             | Wally Masur Luis Herrera            | Jeff Tarango Arne Thoms Simon Youl Brad Gilbert               |
| 15 giugno | Manchester Open 1992 Manchester, Inghilterra 235 000 $ - Erba Singolare - Doppio                           | Patrick Galbraith David Macpherson 4-6 6-3 6-2   | Jeremy Bates Laurie Warder     | Wally Masur Luis Herrera            | Jeff Tarango Arne Thoms Simon Youl Brad Gilbert               |
| 22 giugno | Torneo di Wimbledon 1992 Londra, Inghilterra Grand Slam 3 654 296 $ Erba Singolare - Doppio - Doppio misto | Andre Agassi 6(8)–7 6-4 6-4 1-6 6-4              | Goran Ivanišević               | John McEnroe Pete Sampras           | Guy Forget Boris Becker Michael Stich Stefan Edberg           |
| 22 giugno | Torneo di Wimbledon 1992 Londra, Inghilterra Grand Slam 3 654 296 $ Erba Singolare - Doppio - Doppio misto | John McEnroe Michael Stich 5-7 7-6 3-6 7-6 19-17 | Jim Grabb Richey Reneberg      | John McEnroe Pete Sampras           | Guy Forget Boris Becker Michael Stich Stefan Edberg           |

### Luglio
| Settimana | Torneo | Vincitore                                  | Finalista                             | Semifinalisti                       | Eliminati ai quarti                                                |
| --------- | --- | ------------------------------------------ | ------------------------------------- | ----------------------------------- | ------------------------------------------------------------------ |
| 6 luglio  | Swiss Open Gstaad 1992 Gstaad, Svizzera 300 000 $ - Terra Singolare - Doppio                                  | Sergi Bruguera 6-1 6-4                     | Francisco Clavet                      | Fabrice Santoro Gabriel Markus      | Karel Nováček Emilio Sánchez Goran Ivanišević Michael Chang        |
| 6 luglio  | Swiss Open Gstaad 1992 Gstaad, Svizzera 300 000 $ - Terra Singolare - Doppio                                  | Hendrik Jan Davids Pimek W/O               | Petr Korda Cyril Suk                  | Fabrice Santoro Gabriel Markus      | Karel Nováček Emilio Sánchez Goran Ivanišević Michael Chang        |
| 6 luglio  | Hall of Fame Tennis Championships 1992 Newport, Rhode Island, Stati Uniti 175 000 $ - Erba Singolare - Doppio | Bryan Shelton 6-4 6-4                      | Alex Antonitsch                       | Neil Borwick Javier Frana           | Brian MacPhie Christo van Rensburg Jonathan Stark Sandon Stolle    |
| 6 luglio  | Hall of Fame Tennis Championships 1992 Newport, Rhode Island, Stati Uniti 175 000 $ - Erba Singolare - Doppio | Royce Deppe David Rikl 6-4 6-4             | Paul Annacone David Wheaton           | Neil Borwick Javier Frana           | Brian MacPhie Christo van Rensburg Jonathan Stark Sandon Stolle    |
| 6 luglio  | Swedish Open 1992 Båstad, Svezia 235 000 $ - Terra Singolare - Doppio                                         | Magnus Gustafsson 5-7 7-5 6-4              | Tomás Carbonell                       | Guillermo Pérez Roldán Jordi Arrese | Arnaud Boetsch Magnus Larsson Christian Bergström Thomas Enqvist   |
| 6 luglio  | Swedish Open 1992 Båstad, Svezia 235 000 $ - Terra Singolare - Doppio                                         | Tomás Carbonell Christian Miniussi 6-4 7-5 | Christian Bergström Magnus Gustafsson | Guillermo Pérez Roldán Jordi Arrese | Arnaud Boetsch Magnus Larsson Christian Bergström Thomas Enqvist   |
| 13 luglio | Mercedes Cup 1992 Stoccarda, Germania 865 000 $ - Terra Singolare - Doppio                                    | Andrij Medvedjev 6-1 6-4 6(5)–7 2-6 6-1    | Wayne Ferreira                        | Thomas Muster Karel Nováček         | Stefan Edberg Bernd Karbacher Carlos Costa Goran Ivanišević        |
| 13 luglio | Mercedes Cup 1992 Stoccarda, Germania 865 000 $ - Terra Singolare - Doppio                                    | Glenn Layendecker Byron Talbot 6-3 7-6     | Marc Rosset Javier Sánchez            | Thomas Muster Karel Nováček         | Stefan Edberg Bernd Karbacher Carlos Costa Goran Ivanišević        |
| 13 luglio | Washington Open 1992 Washington, Stati Uniti 490 000 $ - Cemento Singolare - Doppio                           | Petr Korda 6-4 6-4                         | Henrik Holm                           | MaliVai Washington Derrick Rostagno | Amos Mansdorf Guillaume Raoux Ivan Lendl Gary Muller               |
| 13 luglio | Washington Open 1992 Washington, Stati Uniti 490 000 $ - Cemento Singolare - Doppio                           | Bret Garnett Jared Palmer 7-6 6-3          | Ken Flach Todd Witsken                | MaliVai Washington Derrick Rostagno | Amos Mansdorf Guillaume Raoux Ivan Lendl Gary Muller               |
| 20 luglio | Canada Open 1992 Toronto, Canada 1 025 000 $ - Cemento Singolare - Doppio                                     | Andre Agassi 3-6 6-2 6-0                   | Ivan Lendl                            | Wally Masur MaliVai Washington      | Petr Korda John McEnroe Aaron Krickstein Amos Mansdorf             |
| 20 luglio | Canada Open 1992 Toronto, Canada 1 025 000 $ - Cemento Singolare - Doppio                                     | Patrick Galbraith Danie Visser 7-5 6-4     | Andre Agassi John McEnroe             | Wally Masur MaliVai Washington      | Petr Korda John McEnroe Aaron Krickstein Amos Mansdorf             |
| 20 luglio | Dutch Open 1992 Hilversum, Paesi Bassi 225 000 $ - Terra Singolare - Doppio                                   | Karel Nováček 6-2 6-3 2-6 7-5              | Jordi Arrese                          | Fabrice Santoro Mikael Tillström    | Jan Siemerink Jacco Eltingh Mark Koevermans Bart Wuyts             |
| 20 luglio | Dutch Open 1992 Hilversum, Paesi Bassi 225 000 $ - Terra Singolare - Doppio                                   | Paul Haarhuis Mark Koevermans 6-7 6-1 6-4  | Marten Renström Mikael Tillström      | Fabrice Santoro Mikael Tillström    | Jan Siemerink Jacco Eltingh Mark Koevermans Bart Wuyts             |
| 20 luglio | Austrian Open 1992 Kitzbühel, Austria 355 000 $ - Terra Singolare - Doppio                                    | Pete Sampras 6-3 7-5 6-3                   | Alberto Mancini                       | Thomas Muster Marcelo Filippini     | Diego Pérez Martin Střelba Emilio Sánchez Gabriel Markus           |
| 20 luglio | Austrian Open 1992 Kitzbühel, Austria 355 000 $ - Terra Singolare - Doppio                                    | Sergio Casal Emilio Sánchez 6-7 7-5 6-3    | Horacio de la Peña Vojtěch Flégl      | Thomas Muster Marcelo Filippini     | Diego Pérez Martin Střelba Emilio Sánchez Gabriel Markus           |
| 27 luglio | Tennis ai Giochi della XXV Olimpiade Barcellona, Spagna                                                       | Marc Rosset 7-6 6-4 3-6 4-6 8-6            | Jordi Arrese                          | Goran Ivanišević Andrej Čerkasov    | Emilio Sánchez Fabrice Santoro Jaime Oncins Leonardo Lavalle       |
| 27 luglio | Tennis ai Giochi della XXV Olimpiade Barcellona, Spagna                                                       | Boris Becker Michael Stich 7-6 4-6 7-6 6-3 | Wayne Ferreira Piet Norval            | Goran Ivanišević Andrej Čerkasov    | Emilio Sánchez Fabrice Santoro Jaime Oncins Leonardo Lavalle       |
| 27 luglio | Internazionali di Tennis di San Marino 1992 San Marino 235 000 $ - Terra Singolare - Doppio                   | Karel Nováček 7-5 6-2                      | Francisco Clavet                      | Lars Jonsson Ronald Agénor          | Bart Wuyts Germán López Montoya Francisco Montana Mikael Tillström |
| 27 luglio | Internazionali di Tennis di San Marino 1992 San Marino 235 000 $ - Terra Singolare - Doppio                   | Nicklas Kulti Mikael Tillström 6-2 6-2     | Cristian Brandi Federico Mordegan     | Lars Jonsson Ronald Agénor          | Bart Wuyts Germán López Montoya Francisco Montana Mikael Tillström |

### Agosto
| Settimana | Torneo | Vincitore                                  | Finalista                       | Semifinalisti                     | Eliminati ai quarti                                                           |
| --------- | --- | ------------------------------------------ | ------------------------------- | --------------------------------- | ----------------------------------------------------------------------------- |
| 3 agosto  | Los Angeles Open 1992 Los Angeles, CA, Stati Uniti 235 000 $ - Cemento Singolare - Doppio                         | Richard Krajicek 6-4 2-6 6-4               | Mark Woodforde                  | Aaron Krickstein Sandon Stolle    | Gianluca Pozzi Jimmy Connors Richey Reneberg Jeff Tarango                     |
| 3 agosto  | Los Angeles Open 1992 Los Angeles, CA, Stati Uniti 235 000 $ - Cemento Singolare - Doppio                         | Patrick Galbraith Jim Pugh 7-6 7-6         | Francisco Montana David Wheaton | Aaron Krickstein Sandon Stolle    | Gianluca Pozzi Jimmy Connors Richey Reneberg Jeff Tarango                     |
| 10 agosto | Cincinnati Open 1992 Cincinnati, OH, Stati Uniti 1 125 000 $ - Cemento - 56S/28D Singolare - Doppio               | Pete Sampras 6-3 3-6 6-3                   | Ivan Lendl                      | Michael Chang Stefan Edberg       | David Wheaton Jaime Yzaga Petr Korda Jim Grabb                                |
| 10 agosto | Cincinnati Open 1992 Cincinnati, OH, Stati Uniti 1 125 000 $ - Cemento - 56S/28D Singolare - Doppio               | Todd Woodbridge Mark Woodforde 7-6 6-4     | Patrick McEnroe Jonathan Stark  | Michael Chang Stefan Edberg       | David Wheaton Jaime Yzaga Petr Korda Jim Grabb                                |
| 10 agosto | ATP Praga 1992 Praga, Cecoslovacchia 320 000 $ - Terra Singolare - Doppio                                         | Karel Nováček 6-1 6-1                      | Franco Davín                    | David Rikl Guillermo Pérez Roldán | Diego Pérez Richard Fromberg Vladimir Gabričidze Jonas Svensson               |
| 10 agosto | ATP Praga 1992 Praga, Cecoslovacchia 320 000 $ - Terra Singolare - Doppio                                         | Karel Nováček Branislav Stankovič 7-5 6-1  | Jonas Björkman Jon Ireland      | David Rikl Guillermo Pérez Roldán | Diego Pérez Richard Fromberg Vladimir Gabričidze Jonas Svensson               |
| 17 agosto | RCA Championships 1992 Indianapolis, Indiana, Stati Uniti 865 000 $ - Cemento - 32S/16D Singolare - Doppio        | Pete Sampras 6-4 6-4                       | Jim Courier                     | Todd Martin Boris Becker          | Brett Steven Francisco Clavet Jimmy Connors Thomas Enqvist                    |
| 17 agosto | RCA Championships 1992 Indianapolis, Indiana, Stati Uniti 865 000 $ - Cemento - 32S/16D Singolare - Doppio        | Jim Grabb Richey Reneberg 4-6 6-2 7-6      | Grant Connell Glenn Michibata   | Todd Martin Boris Becker          | Brett Steven Francisco Clavet Jimmy Connors Thomas Enqvist                    |
| 17 agosto | ATP Volvo International 1992 New Haven, Connecticut, Stati Uniti 865 000 $ - Cemento - 56S/28D Singolare - Doppio | Stefan Edberg 7–6(4) 6-1                   | MaliVai Washington              | Ivan Lendl Fabrice Santoro        | Guy Forget Michael Chang Petr Korda Goran Ivanišević                          |
| 17 agosto | ATP Volvo International 1992 New Haven, Connecticut, Stati Uniti 865 000 $ - Cemento - 56S/28D Singolare - Doppio | Kelly Jones Rick Leach 7-5 4-6 7-5         | Patrick McEnroe Jared Palmer    | Ivan Lendl Fabrice Santoro        | Guy Forget Michael Chang Petr Korda Goran Ivanišević                          |
| 24 agosto | Croatia Open Umag 1992 Umago, Croazia 235 000 $ - Terra - 32S/16D Singolare - Doppio                              | Thomas Muster 6-1 4-6 6-4                  | Franco Davín                    | Jordi Arrese Horst Skoff          | Guillermo Pérez Roldán José Francisco Altur Andrij Medvedjev Claudio Mezzadri |
| 24 agosto | Croatia Open Umag 1992 Umago, Croazia 235 000 $ - Terra - 32S/16D Singolare - Doppio                              | David Prinosil Richard Vogel 6-3 6-7 7-6   | Sander Groen Lars Koslowski     | Jordi Arrese Horst Skoff          | Guillermo Pérez Roldán José Francisco Altur Andrij Medvedjev Claudio Mezzadri |
| 24 agosto | Waldbaum's Hamlet Cup 1992 Long Island, New York, Stati Uniti 235 000 $ - Cemento - 32S/16D Singolare - Doppio    | Petr Korda 6-2 6-2                         | Ivan Lendl                      | Stefan Edberg Michael Chang       | Carsten Arriens Stefano Pescosolido Boris Becker Aleksandr Volkov             |
| 24 agosto | Waldbaum's Hamlet Cup 1992 Long Island, New York, Stati Uniti 235 000 $ - Cemento - 32S/16D Singolare - Doppio    | Francisco Montana Greg Van Emburgh 6-4 6-2 | Gianluca Pozzi Olli Rahnasto    | Stefan Edberg Michael Chang       | Carsten Arriens Stefano Pescosolido Boris Becker Aleksandr Volkov             |
| 24 agosto | Schenectady Open 1992 Schenectady, New York, Stati Uniti 130 000 $ - Cemento - 32S/16D Singolare - Doppio         | Wayne Ferreira 6-2 6(5)–7 6-2              | Jamie Morgan                    | Andrej Česnokov Emilio Sánchez    | Andrej Ol'chovskij Richard Fromberg Francisco Clavet Paul Haarhuis            |
| 24 agosto | Schenectady Open 1992 Schenectady, New York, Stati Uniti 130 000 $ - Cemento - 32S/16D Singolare - Doppio         | Jacco Eltingh Paul Haarhuis 6-3 6-4        | Sergio Casal Emilio Sánchez     | Andrej Česnokov Emilio Sánchez    | Andrej Ol'chovskij Richard Fromberg Francisco Clavet Paul Haarhuis            |
| 31 agosto | US Open 1992 New York, Stati Uniti Grand Slam 3 566 400 $ - Cemento - 128S/64D Singolare - Doppio - Doppio misto  | Stefan Edberg 3-6 6-4 7–6(5) 6-2           | Pete Sampras                    | Jim Courier Michael Chang         | Andre Agassi Aleksandr Volkov Wayne Ferreira Ivan Lendl                       |
| 31 agosto | US Open 1992 New York, Stati Uniti Grand Slam 3 566 400 $ - Cemento - 128S/64D Singolare - Doppio - Doppio misto  | Jim Grabb Richey Reneberg 3-6 7-6 6-3 6-3  | Kelly Jones Rick Leach          | Jim Courier Michael Chang         | Andre Agassi Aleksandr Volkov Wayne Ferreira Ivan Lendl                       |

### Settembre
| Settimana    | Torneo                                                                                                   | Vincitore                                   | Finalista                        | Semifinalisti                   | Eliminati ai quarti                                                 |
| ------------ | --- | ------------------------------------------- | -------------------------------- | ------------------------------- | ------------------------------------------------------------------- |
| 14 settembre | Cologne Open 1992 Colonia, Germania 240 000 $ - Terra - 32S/16D Singolare - Doppio                       | Bernd Karbacher 7–6(4) 6-4                  | Marcos Ondruska                  | Javier Sánchez Karsten Braasch  | Thomas Muster Renzo Furlan Marcelo Filippini Jan Gunnarsson         |
| 14 settembre | Cologne Open 1992 Colonia, Germania 240 000 $ - Terra - 32S/16D Singolare - Doppio                       | Horacio de la Peña Gustavo Luza 6-7 6-0 6-2 | Ronnie Båthman Libor Pimek       | Javier Sánchez Karsten Braasch  | Thomas Muster Renzo Furlan Marcelo Filippini Jan Gunnarsson         |
| 14 settembre | Bordeaux Open 1992 Bordeaux, Francia 300 000 $ - Terra - 32S/16D Singolare - Doppio                      | Andrij Medvedjev 6-3 1-6 6-2                | Sergi Bruguera                   | Cédric Pioline Rodolphe Gilbert | Ivan Lendl Germán López Montoya Guy Forget Carlos Costa             |
| 14 settembre | Bordeaux Open 1992 Bordeaux, Francia 300 000 $ - Terra - 32S/16D Singolare - Doppio                      | Sergio Casal Emilio Sánchez 6-1 6-4         | Arnaud Boetsch Guy Forget        | Cédric Pioline Rodolphe Gilbert | Ivan Lendl Germán López Montoya Guy Forget Carlos Costa             |
| 28 settembre | Campionati Internazionali di Sicilia 1992 Palermo, Italia 285 000 $ - Terra - 32S/16D Singolare - Doppio | Sergi Bruguera 6-1 6-3                      | Emilio Sánchez                   | Renzo Furlan Francisco Clavet   | Guillermo Pérez Roldán Tomás Carbonell Horst Skoff Frédéric Fontang |
| 28 settembre | Campionati Internazionali di Sicilia 1992 Palermo, Italia 285 000 $ - Terra - 32S/16D Singolare - Doppio | Johan Donar Ola Jonsson 5-7 6-3 6-4         | Horacio de la Peña Vojtěch Flégl | Renzo Furlan Francisco Clavet   | Guillermo Pérez Roldán Tomás Carbonell Horst Skoff Frédéric Fontang |
| 28 settembre | Queensland Open 1992 Brisbane, Australia 235 000 $ - Cemento - 32S/16D Singolare - Doppio                | Guillaume Raoux 6-4 7–6(10)                 | Kenneth Carlsen                  | Diego Nargiso Thomas Högstedt   | Neil Borwick Lars-Anders Wahlgren Jonathan Stark Jim Grabb          |
| 28 settembre | Queensland Open 1992 Brisbane, Australia 235 000 $ - Cemento - 32S/16D Singolare - Doppio                | Steve DeVries David Macpherson 6-4 6-4      | Patrick McEnroe Jonathan Stark   | Diego Nargiso Thomas Högstedt   | Neil Borwick Lars-Anders Wahlgren Jonathan Stark Jim Grabb          |
| 28 settembre | Swiss Indoors 1992 Basilea, Svizzera 700 000 $ - Cemento indoor - 32S/16D Singolare - Doppio             | Boris Becker 3-6 6-3 6-2 6-4                | Petr Korda                       | Ivan Lendl Marc Rosset          | Cédric Pioline Andrej Česnokov Peter Lundgren Amos Mansdorf         |
| 28 settembre | Swiss Indoors 1992 Basilea, Svizzera 700 000 $ - Cemento indoor - 32S/16D Singolare - Doppio             | Tom Nijssen Cyril Suk 6-3 6-4               | Karel Nováček David Rikl         | Ivan Lendl Marc Rosset          | Cédric Pioline Andrej Česnokov Peter Lundgren Amos Mansdorf         |

### Ottobre
| Settimana  | Torneo | Vincitore                                   | Finalista                         | Semifinalisti                      | Eliminati ai quarti                                              |
| ---------- | --- | ------------------------------------------- | --------------------------------- | ---------------------------------- | ---------------------------------------------------------------- |
| 5 ottobre  | Athens Open 1992 Atene, Grecia 130 000 $ - Terra - 32S/16D Singolare - Doppio                                 | Jordi Arrese 7-5 3-0 ritiro                 | Sergi Bruguera                    | Javier Sánchez Francisco Clavet    | Magnus Gustafsson Milen Velev Martín Jaite Marc-Kevin Goellner   |
| 5 ottobre  | Athens Open 1992 Atene, Grecia 130 000 $ - Terra - 32S/16D Singolare - Doppio                                 | Tomás Carbonell Francisco Roig 6-3 6-4      | Marcelo Filippini Mark Koevermans | Javier Sánchez Francisco Clavet    | Magnus Gustafsson Milen Velev Martín Jaite Marc-Kevin Goellner   |
| 5 ottobre  | Grand Prix de Tennis de Toulouse 1992 Tolosa, Francia 275 000 $ - Cemento indoor - 32S/16D Singolare - Doppio | Guy Forget 6-3 6-2                          | Petr Korda                        | Jan Siemerink Arnaud Boetsch       | Jonas Svensson Brad Gilbert Christian Bergström Andrij Medvedjev |
| 5 ottobre  | Grand Prix de Tennis de Toulouse 1992 Tolosa, Francia 275 000 $ - Cemento indoor - 32S/16D Singolare - Doppio | Brad Pearce Byron Talbot 6-1 3-6 6-3        | Guy Forget Henri Leconte          | Jan Siemerink Arnaud Boetsch       | Jonas Svensson Brad Gilbert Christian Bergström Andrij Medvedjev |
| 5 ottobre  | Australian Indoor Championships 1992 Sydney, Australia 825 000 $ - Cemento - 32S/16D Singolare - Doppio       | Goran Ivanišević 6-4 6-2 6-4                | Stefan Edberg                     | Henrik Holm Richard Krajicek       | John McEnroe Patrik Kühnen Ivan Lendl Paul Haarhuis              |
| 5 ottobre  | Australian Indoor Championships 1992 Sydney, Australia 825 000 $ - Cemento - 32S/16D Singolare - Doppio       | Patrick McEnroe Jonathan Stark 7-6 6-3      | Jim Grabb Richey Reneberg         | Henrik Holm Richard Krajicek       | John McEnroe Patrik Kühnen Ivan Lendl Paul Haarhuis              |
| 12 ottobre | Tokyo Indoor 1992 Tokyo, Giappone 825 000 $ - Sintetico indoor - 32S/16D Singolare - Doppio                   | Ivan Lendl 7–6(7) 6-4                       | Henrik Holm                       | Aleksandr Volkov Michael Chang     | Stefan Edberg Wayne Ferreira Goran Ivanišević Kenny Thorne       |
| 12 ottobre | Tokyo Indoor 1992 Tokyo, Giappone 825 000 $ - Sintetico indoor - 32S/16D Singolare - Doppio                   | Todd Woodbridge Mark Woodforde 7-6 7-6      | Jim Grabb Richey Reneberg         | Aleksandr Volkov Michael Chang     | Stefan Edberg Wayne Ferreira Goran Ivanišević Kenny Thorne       |
| 12 ottobre | ATP Bolzano 1992 Bolzano, Italia 270 000 $ - Sintetico indoor - 32S/16D Singolare - Doppio                    | Thomas Enqvist 6-2 1-6 7–6(7)               | Arnaud Boetsch                    | Olivier Delaître Andrej Čerkasov   | Paolo Canè Omar Camporese Andrij Medvedjev Jonas Svensson        |
| 12 ottobre | ATP Bolzano 1992 Bolzano, Italia 270 000 $ - Sintetico indoor - 32S/16D Singolare - Doppio                    | Anders Järryd Bent-Ove Pedersen 6-1 6-7 6-3 | Tom Nijssen Cyril Suk             | Olivier Delaître Andrej Čerkasov   | Paolo Canè Omar Camporese Andrij Medvedjev Jonas Svensson        |
| 12 ottobre | Tel Aviv Open 1992 Tel Aviv, Israele 130 000 $ - Cemento - 32S/16D Singolare - Doppio                         | Jeff Tarango 4-6 6-3 6-4                    | Stéphane Simian                   | Thomas Muster João Cunha e Silva   | Gilad Bloom Amos Mansdorf Richard Matuszewski Marcos Ondruska    |
| 12 ottobre | Tel Aviv Open 1992 Tel Aviv, Israele 130 000 $ - Cemento - 32S/16D Singolare - Doppio                         | Mike Bauer João Cunha e Silva 6-3 6-4       | Mark Koevermans Tobias Svantesson | Thomas Muster João Cunha e Silva   | Gilad Bloom Amos Mansdorf Richard Matuszewski Marcos Ondruska    |
| 19 ottobre | Vienna Open 1992 Vienna, Austria 280 000 $ - Sintetico indoor - 32S/16D Singolare - Doppio                    | Petr Korda 6-3 6-2 5-7 6-1                  | Gianluca Pozzi                    | Jan Siemerink Andrej Česnokov      | Alex Antonitsch Brad Gilbert David Prinosil Thomas Gollwitzer    |
| 19 ottobre | Vienna Open 1992 Vienna, Austria 280 000 $ - Sintetico indoor - 32S/16D Singolare - Doppio                    | Ronnie Båthman Anders Järryd 6-3 7-5        | Kent Kinnear Udo Riglewski        | Jan Siemerink Andrej Česnokov      | Alex Antonitsch Brad Gilbert David Prinosil Thomas Gollwitzer    |
| 19 ottobre | Grand Prix de Tennis de Lyon 1992 Lione, Francia 550 000 $ - Sintetico indoor - 32S/16D Singolare - Doppio    | Pete Sampras 6-4 6-2                        | Cédric Pioline                    | MaliVai Washington Richey Reneberg | Markus Zoecke Karel Nováček Dave Randall Arnaud Boetsch          |
| 19 ottobre | Grand Prix de Tennis de Lyon 1992 Lione, Francia 550 000 $ - Sintetico indoor - 32S/16D Singolare - Doppio    | Jakob Hlasek Marc Rosset 6-1 6-3            | Neil Broad Stefan Kruger          | MaliVai Washington Richey Reneberg | Markus Zoecke Karel Nováček Dave Randall Arnaud Boetsch          |
| 19 ottobre | ATP Taipei 1992 Taipei, Taiwan 270 000 $ - Sintetico indoor - 32S/16D Singolare - Doppio                      | Jim Grabb 6-3 6-3                           | Jamie Morgan                      | Patrik Kühnen Andrej Ol'chovskij   | Gilad Bloom Brett Steven Diego Nargiso Kenneth Carlsen           |
| 19 ottobre | ATP Taipei 1992 Taipei, Taiwan 270 000 $ - Sintetico indoor - 32S/16D Singolare - Doppio                      | John Fitzgerald Sandon Stolle 7-6 6-2       | Christo van Rensburg Patrick Baur | Patrik Kühnen Andrej Ol'chovskij   | Gilad Bloom Brett Steven Diego Nargiso Kenneth Carlsen           |
| 26 ottobre | Stockholm Open 1992 Stoccolma, Svezia 1 040 000 $ - Sintetico indoor - 32S/16D Singolare - Doppio             | Goran Ivanišević 7–6(2) 4-6 7–6(5) 6-2      | Guy Forget                        | Pete Sampras Stefan Edberg         | Henrik Holm Petr Korda Boris Becker Arnaud Boetsch               |
| 26 ottobre | Stockholm Open 1992 Stoccolma, Svezia 1 040 000 $ - Sintetico indoor - 32S/16D Singolare - Doppio             | Todd Woodbridge Mark Woodforde 6-4 6-4      | Steve DeVries David Macpherson    | Pete Sampras Stefan Edberg         | Henrik Holm Petr Korda Boris Becker Arnaud Boetsch               |
| 26 ottobre | Guarujá Open 1992 Guarujá, Brasile 130 000 $ - Terra - 32S/16D Singolare - Doppio                             | Carsten Arriens 7–6(5) 6-3                  | Àlex Corretja                     | Fernando Roese Javier Frana        | Jordi Arrese Alejo Mancisidor Lars Koslowski Martín Jaite        |
| 26 ottobre | Guarujá Open 1992 Guarujá, Brasile 130 000 $ - Terra - 32S/16D Singolare - Doppio                             | Christer Allgårdh Carl Limberger 6-4 6-3    | Diego Pérez Francisco Roig        | Fernando Roese Javier Frana        | Jordi Arrese Alejo Mancisidor Lars Koslowski Martín Jaite        |

### Novembre
| Settimana   | Torneo | Vincitore                                        | Finalista                        | Semifinalisti                 | Eliminati ai quarti                                           |
| ----------- | --- | ------------------------------------------------ | -------------------------------- | ----------------------------- | ------------------------------------------------------------- |
| 2 novembre  | ATP Buzios 1992 Armação dos Búzios, Brasile 155 000 $ Singolare - Doppio                                          | Jaime Oncins 6-3 6-2                             | Luis Herrera                     | Francisco Roig Cássio Motta   | Fernando Roese Martín Jaite Marcelo Filippini Alberto Mancini |
| 2 novembre  | ATP Buzios 1992 Armação dos Búzios, Brasile 155 000 $ Singolare - Doppio                                          | Maurice Ruah Mario Tabares 7-6 6-7 6-4           | Mark Keil Tom Mercer             | Francisco Roig Cássio Motta   | Fernando Roese Martín Jaite Marcelo Filippini Alberto Mancini |
| 2 novembre  | Paris Open 1992 Parigi, Francia 1 815 000 $ - Sintetico indoor Singolare - Doppio                                 | Boris Becker 7–6(3) 6-3 3-6 6-3                  | Guy Forget                       | Goran Ivanišević Jakob Hlasek | Jim Courier David Wheaton Stefan Edberg Henri Leconte         |
| 2 novembre  | Paris Open 1992 Parigi, Francia 1 815 000 $ - Sintetico indoor Singolare - Doppio                                 | John McEnroe Patrick McEnroe 7-6 6-3             | Patrick Galbraith Danie Visser   | Goran Ivanišević Jakob Hlasek | Jim Courier David Wheaton Stefan Edberg Henri Leconte         |
| 9 novembre  | ATP San Paolo 1992 San Paolo, Brasile 235 000 $ Singolare - Doppio                                                | Luiz Mattar 6-1 6-4                              | Jaime Oncins                     | Alberto Mancini Jaime Yzaga   | Fernando Roese Martín Jaite Chuck Adams Patrick Baur          |
| 9 novembre  | ATP San Paolo 1992 San Paolo, Brasile 235 000 $ Singolare - Doppio                                                | Diego Pérez Francisco Roig 6-2 7-6               | Christer Allgårdh Carl Limberger | Alberto Mancini Jaime Yzaga   | Fernando Roese Martín Jaite Chuck Adams Patrick Baur          |
| 9 novembre  | European Community Championships 1992 Anversa, Belgio 1 000 000 $ - Sintetico indoor - 32S/16D Singolare - Doppio | Richard Krajicek 6-2 6-2                         | Mark Woodforde                   | Jim Courier Michael Chang     | Guy Forget Petr Korda Magnus Larsson Michael Stich            |
| 9 novembre  | European Community Championships 1992 Anversa, Belgio 1 000 000 $ - Sintetico indoor - 32S/16D Singolare - Doppio | John Fitzgerald Anders Järryd 6-2 6-2            | Patrick McEnroe Jared Palmer     | Jim Courier Michael Chang     | Guy Forget Petr Korda Magnus Larsson Michael Stich            |
| 9 novembre  | Kremlin Cup 1992 Mosca, Russia 315 000 $ - Sintetico indoor - 32S/16D Singolare - Doppio                          | Marc Rosset 6-2 6-2                              | Carl-Uwe Steeb                   | Cédric Pioline Jakob Hlasek   | Karel Nováček Andrej Čerkasov Andrij Medvedjev Gilad Bloom    |
| 9 novembre  | Kremlin Cup 1992 Mosca, Russia 315 000 $ - Sintetico indoor - 32S/16D Singolare - Doppio                          | Marius Barnard John-Laffnie de Jager 6-4 3-6 7-6 | David Adams Andrej Ol'chovskij   | Cédric Pioline Jakob Hlasek   | Karel Nováček Andrej Čerkasov Andrij Medvedjev Gilad Bloom    |
| 16 novembre | ATP Tour World Championships 1992 Francoforte, Germania Sintetico indoor Singolare - Doppio                       | Boris Becker 6-4 6-3 7-5                         | Jim Courier                      | Goran Ivanišević Pete Sampras | Petr Korda Michael Chang Richard Krajicek Stefan Edberg       |

### Dicembre
| Settimana  | Torneo                                                                                          | Vincitore                 | Finalista     | Semifinalisti                 | Eliminati ai quarti                                    |
| ---------- | ----------------------------------------------------------------------------------------------- | ------------------------- | ------------- | ----------------------------- | ------------------------------------------------------ |
| 8 dicembre | Grand Slam Cup 1992 Monaco di Baviera, Germania Grand Slam Cup Sintetico indoor - 16S Singolare | Michael Stich 6-2 6-3 6-2 | Michael Chang | Goran Ivanišević Pete Sampras | Petr Korda John McEnroe Henri Leconte Richard Krajicek |

## Debutti
- Evgenij Kafel'nikov
- Mark Knowles
- Alex O'Brien